# Kirchanschöring

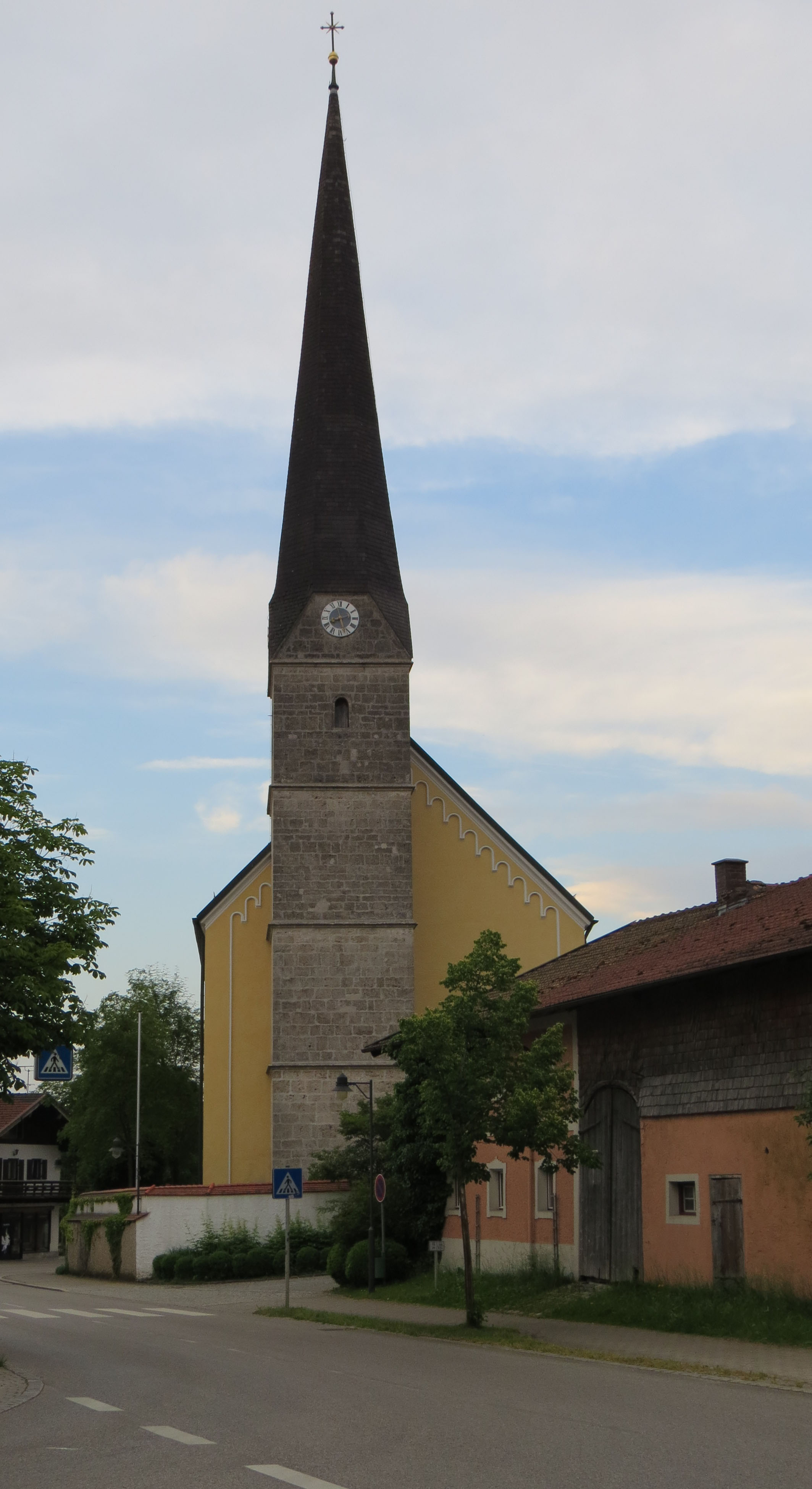
Kirchplatz in Kirchanschöring

Kirchanschöring ist eine Gemeinde im oberbayerischen Landkreis Traunstein. Sie liegt im Rupertiwinkel und grenzt mit den Gemeindeteilen Wolkersdorf und Lampoding an das Ostufer des Waginger Sees, während der Ort Kirchanschöring selbst einige Kilometer davon entfernt ist.
Die Gemeinde gehört – neben Tittmoning, Fridolfing und Taching am See – zur Interkommunalen Kooperation Salzachtal, eine von 21 bundesweiten Modellregionen, die im Rahmen des Wettbewerbs zum Aktionsprogramm regionale Daseinsvorsorge des Bundesministeriums für Verkehr, Bau und Stadtentwicklung (BMBVS) ausgewählt wurden.

## Gemeindegliederung
Es gibt 49 Gemeindeteile:
- Bannmühle
- Bernreut
- Breitwies
- Dürnberg
- Ellham
- Eschelbach
- Frohnholzen
- Greiner
- Guggenberg
- Güßhübel
- Hausen
- Herrnöd
- Hipflham
- Hof
- Horn
- Kirchanschöring
- Kirchstein
- Kothaich
- Kronwitt
- Lackenbach
- Lampoding
- Längersöd
- Leiharting
- Lohen
- Milzham
- Neunteufeln
- Penesöd
- Pirach
- Pölln
- Pöllner
- Redl
- Reichersdorf
- Reit
- Reschberg
- Reut b.Eschelbach
- Ribing
- Röhrmoos
- Roth
- Rothanschöring
- Sauberg
- Scharam
- Schwaig
- Thal
- Voglaich
- Watzing
- Wies
- Wolkersdorf
- Zebhausen
- Zeifen

## Geschichte

### Bis zur Gemeindegründung
Kirchanschöring wurde erstmals 798/800 als „Ansheringen“ in den Breves Notitiae erwähnt. Die Eintragung in das Güterverzeichnis des Salzburger Erzbischofs handelt von Güterschenkungen an die Kirche. Heute noch wird der Ort im Dialekt „Anschering“ genannt. Der Name geht wahrscheinlich auf den Namen Ansheri oder Anskar zurück, das bedeutet, der Ort wurde nach einem Mann benannt, der so hieß und der mit seinen Leuten hier siedelte. Die Endung „ing“ weist den Ort als bajuwarische Gründung aus. Daraus wurde im Laufe der Jahrhunderte Anschering und daraus dann, als im 14. Jahrhundert eine Kirche erbaut wurde, Kirchanschöring.
Das Salzburger Land war zunächst ein Teil des Herzogtums Bayern. Im Jahre 1275 erkannte der Herzog die Besitzungen des Salzburger Erzbischofs weitgehend an und bestätigte im zweiten Vertrag von Erharting die Westgrenze des erzbischöflichen Territoriums. Mit der Erlassung einer eigenen Salzburger Landesordnung löste sich Salzburg 1328 von Bayern und wurde zum selbständigen Land innerhalb des Heiligen Römischen Reiches.
Schon 1685 wurde in Kirchanschöring die erste Schule erwähnt.
Im Jahre 1806 fiel Salzburg an Österreich und 1810 an Bayern. Als Salzburg 1816 zum zweiten Mal an Österreich angegliedert wurde, trennte man das Gebiet westlich von Saalach und Salzach, in dem Kirchanschöring liegt, ab. Dieses Gebiet blieb bei Bayern und wurde später Rupertiwinkel genannt.
Seit 1818 ist der Ort eine selbständige Gemeinde; um diese Zeit lebten dort etwa 800 Einwohner in 175 Häusern.

Kirchanschöring im Frühling

### 20. und 21. Jahrhundert
Am 1. Juli 1972 wurde Kirchanschöring vom aufgelösten Landkreis Laufen in den Landkreis Traunstein umgegliedert. Im Jahre 2005 erhielt Kirchanschöring im Bundesentscheid Unser Dorf soll schöner werden, unser Dorf hat Zukunft die Goldmedaille.

### Eingemeindungen
Am 1. Januar 1972 wurde die Gemeinde Lampoding eingegliedert.

### Einwohnerentwicklung
Zwischen 1988 und 2018 wuchs die Gemeinde von 2602 auf 3365 um 763 Einwohner bzw. um 29,3 %.

## Politik

### Bürgermeister
Seit 1. Mai 2008 ist Hans-Jörg Birner (CSU) Erster Bürgermeister; dieser wurde am 15. März 2020 mit 89,12 % der Stimmen für weitere sechs Jahre im Amt bestätigt.

### Gemeinderat
Bei der Kommunalwahl am 15. März 2020 ergab sich folgende Zusammensetzung des Gemeinderates:
- CSU: 6 Sitze (35,30 %)
- Freie Wählergemeinschaft: 5 Sitze (29,22 %)
- Bündnis 90/Die Grünen: 3 Sitze (20,60 %)
- SPD: 2 Sitze (14,88 %).

### Wappen
| Wappen Gemeinde Kirchanschöring | Blasonierung: „In Blau über einer gesenkten silbernen Rose eine silberne Schalenwaage.“ |
| Wappen Gemeinde Kirchanschöring | Wappenbegründung: Die Waage, ein Attribut des heiligen Michael, verweist auf das Patrozinium der Pfarrkirche von Kirchanschöring und deutet auch auf den Namen hin. Die heraldische Rose wurde aus dem Wappen der Herren von Lampoding übernommen, die von der Mitte des 13. bis zum Ende des 15. Jahrhunderts Inhaber des Sitzes Lampoding waren und als Schiffherren von Laufen, Richter von Mühldorf, Pfleger von Haunsberg und anderer weltlicher und geistlicher Ämter in salzburgischen Diensten nachweisbar sind. Ob es sich bei dieser weit verzweigten Familie um Nachkommen der schon im 8. und 12. Jahrhundert nach Lampoding benannten Personen handelt, bleibt unklar. Die Lampodinger Rose repräsentiert zugleich die bis zur Eingemeindung nach Kirchanschöring im Jahr 1972 selbstständige Gemeinde Lampoding. Dieses Wappen wird seit 1975 geführt. |

## Kultur und Sehenswürdigkeiten

Blick auf Kirchanschöring und die Alpen im Winter
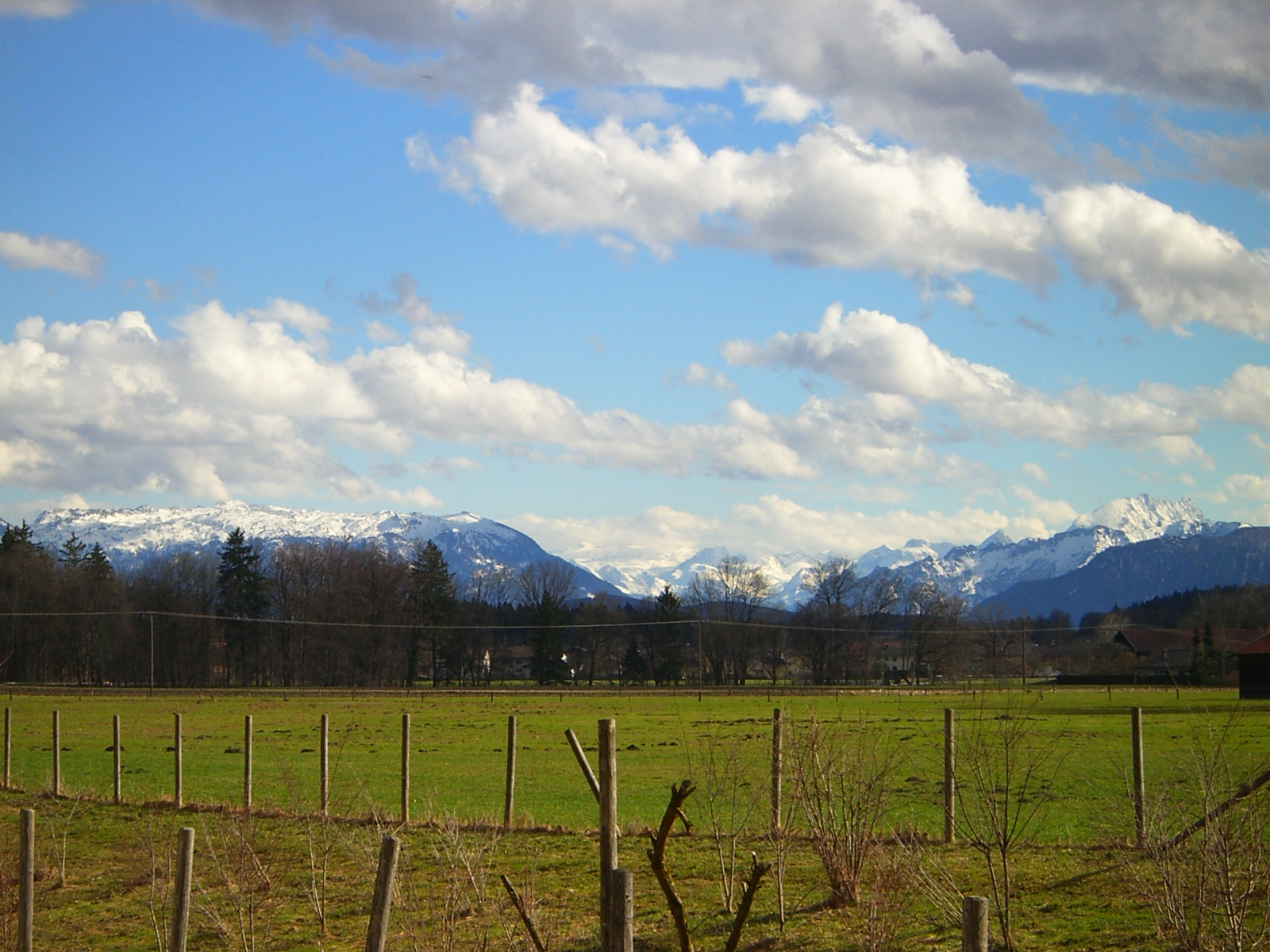
… und im Sommer
Eine Siedlung in Kirchanschöring

### Baudenkmäler
- Spätgotische katholische Kirche St. Ägidius in Kirchstein mit 27 m hohem Zwiebelturm, eine Expositur der Pfarrei Petting
- Bauernhofmuseum in Hof
- Kapelle St. Koloman bei Lebenau
- Spätgotische Kapelle in Reichersdorf (ehemals Pfarrhof der Pfarrei Petting)
- Schloss Lampoding

### Vereinsleben
Es gibt eine Vielzahl von örtlichen Vereinen wie Freiwillige Feuerwehr, Obst- und Gartenbauverein, Stopselclub, Theaterverein und Wasserwacht.
Überregional bekannt ist der SV Kirchanschöring, der seit 2015 in der fünftklassigen Fußball-Bayernliga Süd spielt. In der Saison 1976/77 spielten sie in der zu dieser Zeit viertklassigen Fußball-Landesliga Bayern.

## Wirtschaft
Die internationalen Unternehmen Meindl (Schuhe, Trachtenmode und Lederbekleidung) und die Royalbeach Spiel- und Sportartikel Vertriebs GmbH (Fitness- und Outdoorartikel sowie Aufblasprodukte) haben hier ihren Stammsitz. Daneben sind Tourismus, Gewerbebetriebe und Landwirtschaft weitere Standbeine.

## Verkehr
Der Haltepunkt Kirchanschöring liegt an der Bahnstrecke Mühldorf–Freilassing.

## Söhne und Töchter der Gemeinde
- Johann Georg Weibhauser (1806–1879), Künstler
- Alfons Meindl (1929–2006), Unternehmer und Politiker
- Bernd Dürnberger (* 1953), Fußballspieler